# Megachile botucatuna
Megachile botucatuna är en biart som beskrevs av Carlos Schrottky 1913. Megachile botucatuna ingår i släktet tapetserarbin, och familjen buksamlarbin. Inga underarter finns listade i Catalogue of Life.